# Fabian Schmidt
Fabian Schmidt (31 de enero de 1975) es un deportista alemán que compitió en esgrima, especialista en la modalidad de espada. Ganó dos medallas en el Campeonato Europeo de Esgrima, plata en 2001 y bronce en 2000.

## Palmarés internacional
| Campeonato Europeo | Campeonato Europeo  | Campeonato Europeo | Campeonato Europeo |
| Año                | Lugar               | Medalla            | Prueba             |
| ------------------ | ------------------- | ------------------ | ------------------ |
| 2000               | Funchal (Portugal)  | Medalla de bronce  | Espada por equipos |
| 2001               | Coblenza (Alemania) | Medalla de plata   | Espada por equipos |